# Shūgiin-Wahl 2003
- KPJ: 9
- SDP: 6
- DPJ: 177
- Sonst.: 1
- MnK: 1
- Unabh.: 11
- KP: 4
- Kōmeitō: 34
- LDP: 237

Die Shūgiin-Wahl 2003 war die 43. Wahl zum Shūgiin, dem japanischen Unterhaus, und fand am 9. November 2003 statt. Premierminister Jun’ichirō Koizumi hatte – nach seiner Wiederwahl zum LDP-Vorsitzenden am 20. September 2003 – das Shūgiin am 10. Oktober aufgelöst.

## Wahlkampf
Der Wahlkampf wurde von einer Polarisierung der beiden großen Parteien LDP und DPJ mit ihren populären Vorsitzenden Jun’ichirō Koizumi und Naoto Kan bestimmt. Die DPJ hatte konkrete politische Forderungen erstmals in einem Wahlprogramm (マニフェスト, Manifesuto) formuliert, was seither von den meisten Parteien praktiziert wird. Auch stellte die DPJ erstmals ein Schattenkabinett vor, wie es ursprünglich in Ländern mit einem Zweiparteiensystem üblich war. Im September 2003 waren die Abgeordneten der Liberalen Partei von Ichirō Ozawa der DPJ beigetreten.
Wahlkampfthemen waren Reformen der Sozialsysteme, vor allem des Rentensystems, die fortgesetzt schlechte Wirtschaftslage, die wachsende Kriminalitätsrate, die Beziehungen zu Nordkorea und die Beteiligung Japans am Irakeinsatz der USA. Hauptforderung der linken Parteien war, eine in diesem Zusammenhang von manchen LDP-Politikern geforderte Änderung der pazifistischen Nachkriegsverfassung zu verhindern.

## Beteiligung und Ergebnis
Die Wahlbeteiligung betrug 59,86 % bei der Direktwahl und 59,81 % bei der Verhältniswahl und war damit die bis dahin zweitniedrigste in der Nachkriegsgeschichte.
| Partei | Partei                                                        | Wahlkreise     | Wahlkreise | Wahlkreise | Verhältniswahl | Verhältniswahl | Verhältniswahl | Sitze gesamt | Änderung         | Änderung                         |
| ------ | ------------------------------------------------------------- | -------------- | ---------- | ---------- | -------------- | -------------- | -------------- | ------------ | ---------------- | -------------------------------- |
| Partei | Partei                                                        | Stimmen        | Anteil     | Sitze      | Stimmen        | Anteil         | Sitze          | Sitze gesamt | zur letzten Wahl | zur Zusammensetzung vor der Wahl |
|        | Liberaldemokratische Partei (LDP)                             | 26.089.326,597 | 43,85 %    | 168        | 20.660.185     | 34,96 %        | 69             | 237          | +4               | −10                              |
|        | (Neue) Kōmeitō                                                | 886.507,202    | 1,49 %     | 9          | 8.733.444      | 14,78 %        | 25             | 34           | +3               | +3                               |
|        | Neue Konservative Partei                                      | 791.588,000    | 1,33 %     | 4          | -              | -              | -              | 4            | −3               | −5                               |
|        | Demokratische Partei (DPJ)                                    | 21.814.154,230 | 36,66 %    | 105        | 22.095.636     | 37,39 %        | 72             | 177          | +50              | +40                              |
|        | Kommunistische Partei Japans (KPJ)                            | 4.837.952,810  | 8,13 %     | 0          | 4.586.172      | 7,76 %         | 9              | 9            | −11              | −11                              |
|        | Sozialdemokratische Partei (SDP)                              | 1.708.672,130  | 2,87 %     | 1          | 3.027.390      | 5,12 %         | 5              | 6            | −13              | −12                              |
|        | Mushozoku no Kai (無所属の会, „Versammlung der Unabhängigen“) | 497.108,000    | 0,84 %     | 1          | -              | -              | -              | 1            | −4               | −4                               |
|        | Jiyū Rengō (自由連合, „Liberale Liga“)                        | 97.423,000     | 0,16 %     | 1          | -              | -              | -              | 1            | ±0               | ±0                               |
|        | Sonstige                                                      | 51.524,000     | 0,09 %     | 0          | -              | -              | -              | 0            | -22              | ±0                               |
|        | Unabhängige                                                   | 2.728.118,000  | 4,58 %     | 11         | -              | -              | -              | 11           | −4               | +6                               |
| Summe  | Summe                                                         | 59.502.373,969 | 100 %      | 300        | 59.102.827     | 100 %          | 180            | 480          | ±0               | +7 (Vakanzen)                    |

34 der gewählten Abgeordneten waren Frauen, davon 9 bei der LDP und 15 bei der DPJ. Drei der sechs gewählten SDP-Abgeordneten waren Männer.

### Regionale Übersicht
| Block              | Wahlkreise | Wahlkreise | Wahlkreise                             | Verhältniswahlsitze | Verhältniswahlsitze | Verhältniswahlsitze | Verhältniswahlsitze | Verhältniswahlsitze | Verhältniswahlsitze |
| ------------------ | ---------- | ---------- | -------------------------------------- | ------------------- | ------------------- | ------------------- | ------------------- | ------------------- | ------------------- |
| Block              | LDP        | DPJ        | Sonstige                               | DPJ                 | LDP                 | Kōmei               | KPJ                 | SDP                 |                     |
| Hokkaidō           | 5          | 7          | 0                                      | 4                   | 3                   | 1                   | 0                   | 0                   |                     |
| Tōhoku             | 14         | 8          | Mushozoku no Kai 1, Unabh. 2           | 5                   | 6                   | 1                   | 1                   | 1                   |                     |
| Nord-Kantō         | 23         | 9          | 0                                      | 8                   | 8                   | 3                   | 1                   | 0                   |                     |
| Tokio              | 12         | 12         | Kōmei 1                                | 8                   | 6                   | 2                   | 1                   | 0                   |                     |
| Süd-Kantō          | 16         | 17         | Kōmei 1                                | 9                   | 8                   | 3                   | 1                   | 1                   |                     |
| Hokuriku-Shin’etsu | 13         | 6          | Unabh. 1                               | 5                   | 5                   | 1                   | 0                   | 0                   |                     |
| Tōkai              | 15         | 15         | NKP 2, Unabh. 1                        | 9                   | 8                   | 3                   | 1                   | 0                   |                     |
| Kinki              | 19         | 20         | Kōmei 6, NKP 2, Unabh. 1               | 11                  | 9                   | 5                   | 3                   | 1                   |                     |
| Chūgoku            | 17         | 2          | Unabh. 1                               | 4                   | 5                   | 2                   | 0                   | 0                   |                     |
| Shikoku            | 12         | 1          | 0                                      | 2                   | 3                   | 1                   | 0                   | 0                   |                     |
| Kyūshū             | 22         | 8          | Kōmei 1, SDP 1, Jiyū Rengō 1, Unabh. 5 | 7                   | 8                   | 3                   | 1                   | 2                   |                     |
| Summe              | 168        | 105        | 27                                     | 72                  | 69                  | 25                  | 9                   | 5                   |                     |

## Auswirkungen
Die LDP verlor zwar die absolute Mehrheit der Sitze im Shūgiin, konnte aber vor allem dank der starken Unterstützung in der ländlichen Wählerschaft, die durch die Wahlkreisaufteilung ein höheres Gewicht hat, ihre Position als stärkste Partei behaupten. Zusammen mit den Koalitionspartnern Kōmeitō und Neuer Konservativer Partei konnte Premierminister Koizumi weiterregieren. Die DPJ konsolidierte ihre Position als stärkste Oppositionspartei aufgrund ihrer großen Unterstützung in den städtischen Ballungsräumen (Präfektur Tokio: 12 von 25 Direktmandaten, Kinki: 20 von 48, Tōkai: 15 von 33) und in Hokkaidō (7 von 12). Die ehemals stärkste Oppositionspartei SDP verlor weiter an Boden und konnte lediglich einen Wahlkreis in Okinawa für sich gewinnen. Ihr hatten unter anderem Äußerungen der Parteivorsitzenden Takako Doi zu Nordkorea geschadet. Auch die KPJ verlor angesichts der Zuspitzung auf die beiden großen Parteien Stimmen und Mandate. Beide linke Parteien SDP und KPJ blieben deutlich unter die Marke von zwanzig Abgeordneten; um einen Gesetzentwurf einzubringen, benötigt man im Shūgiin die Unterstützung von mindestens 20 Mitgliedern.
Die Neue Konservative Partei von Toshihiro Nikai verhandelte nach ihren Wahlverlusten über einen Beitritt zur LDP. Dieser wurde im November 2003 vollzogen, wodurch die LDP die absolute Mehrheit im Shūgiin wiedergewann.